# Ambient Media
«Ambient Media» (англ. ambient — окружающий) — это вид рекламы, преимущественно относимый к наружной рекламе, для которого характерно использование объектов окружающей среды в качестве рекламоносителя. Понятие «ambient media» было придумано сотрудниками британского рекламного агентства «Condor Advertising» в 1996 году. Дополнительный смысл понятию «ambient media» придаёт популярный в те годы музыкальный стиль, также названный Ambient, который как раз призван был создавать определённое настроение и атмосферу. Стоит отметить, что понятия «ambient media», «ambient marketing» и «ambient advertising» — это абсолютные синонимы.

## Понимание Ambient Media
Начиная с 2000-х годов всё больше и больше авторов книг о теории и практике рекламы уделяют своё внимание понятию «ambient media». Так, например, в книге «Corporate Communications: Theory and Practice» автор пишет, что в «ambient media» используются такие рекламоносители, которые окружают нас в повседневной жизни, где носителем рекламного сообщения может выступать практически всё что угодно: обратная сторона театрального билета, реклама на чеке, на ручке тележки в супермаркете, реклама на кузове автомобиля, на стене здания, на асфальте и т. д. Определяющим фактором для «ambient media» является местоположение рекламного сообщения. Оно настигает потенциального потребителя в самых необычных и неожиданных для него местах.
Или, например, в статье «Guerrilla Marketing: The Nature of the Concept and Propositions for Further Research» автор называет «ambient media» «партизанским» (англ. guerrilla) вариантом классической наружной рекламы. Такие рекламные сообщения отличаются высокой степенью креативности, а специалисты по рекламе используют самые необычные методы при создании уникальных носителей рекламных сообщений в «ambient media».
Понятие «ambient media» может также быть раскрыто с помощью слов Маршалла Маклюэна из его бестселлера «Понимание Медиа: внешние расширения человека» (англ. Understanding Media: The Extensions of Man), в которой он написал, что «средство коммуникации есть сообщение» (англ. The Medium is the Message). В «ambient media» абсолютно любой предмет может стать средством коммуникации, передающим определённое рекламное сообщение. Таким образом, применительно к теории Маклюэна о «горячих» и «холодных» медиа, «ambient media» может возбудить и расширить такие человеческие чувства, как слух, зрение и осязание.

## Примеры применения
В то время как в России реклама «ambient media» не нашла широкого применения, в США, Европе и других странах мира подобная технология прижилась и стала применяться повсеместно, ввиду её высокой эффективности.
Так, например, в январе 2006 года аргентинское рекламное агентство «Publicis Graffiti» занималось продвижением принтеров фирмы HP. В данном случае носителями рекламного сообщения выступили эскалаторы в метро Буэнос-Айреса. В начале эскалаторов они разместили наклейку с изображением принтера НР, а на каждой ступеньке они разместили наклейку в виде рекламного постера, на который был напечатан текст о высокой экономичности картриджей для данной модели принтера (HP Photosmart 955c). Во время работы эскалатора создавалась иллюзия того, что принтер бесконечно печатает рекламные листовки.
В 2007 году итальянское рекламное агентство «Admcom» должно было прорекламировать игорное заведение «Casino di Venezia». В качестве рекламной площадки они выбрали ленту транспортёра на выдаче багажа в аэропорту Венеции. Они оформили ленту в виде огромной игровой рулетки и написали на транспортёре слоган «Продолжай играть» (англ. Keep playing)
Другим примером применения технологий «ambient media» является рекламная кампания, созданная агентством «Sukle Advertising&Design» для американской коммунальной компании «Denver Water» в городе Денвер, штат Колорадо, в 2006 году. Рекламная кампания называлась «Используй ровно столько, сколько нужно» (англ. Use only what you need) и была направлена на призыв людей к экономии воды. Так, например, жители Денвера могли находить на улицах города длинные оранжевые лавки, но при этом на них было место только для одного человека, и на этом месте был написан слоган «Используй ровно столько, сколько нужно». В кампании использовались классические рекламные щиты, на которые клеили сплошное белое полотно, и только в одном из углов щита был приклеен небольшой оранжевый постер со слоганом рекламной кампании. Так же делали и с рекламными вывесками на автобусах, а в журналах можно было найти одну белую страницу, в углу которой был написан слоган кампании. Вдобавок к этому в рамках рекламной кампании в некоторых частях города были припаркованы автомобили, с которых были сняты практически все внешние панели — был оставлен только двигатель и приборная панель с рулём управления; на крыше автомобиля был написан слоган «Используй столько, сколько нужно». Любой горожанин мог стать участником этой кампании, купив наклейку с этим слоганом.
Также по всему городу следующим образом были расставлены рекламоносители в виде оранжевых лавок: ставили одну большую лавку, а рядом с ней одну маленькую, на большой лавке было написано: «Сколько воды вы тратите на полив своего газона» (англ. How much water you give your lawn), а надпись на маленькой лавке гласила: «Сколько воды на самом деле нужно вашему газону» (англ. How much it really needs). Аналогичные рекламные сообщения содержали расставленные по Денверу оранжевые гидранты, один из которых был большой, а другой маленький. Эти же слоганы были использованы на рекламных щитах, на которых было изображено два человека: один с сильно растущими волосами и неопрятной бородой, а другой выбритый и с аккуратно уложенными волосами.
В супермаркетах города кассовые ленты были стилизованы под текущую реку, и на разделителе продуктов была надпись «Пусть наши реки текут дальше» (англ. Keep our rivers flowing).
Немецкое рекламное агентство «Jung von Matt» сделало необычную рекламу для швейцарских часов фирмы International Watch Company. Рекламоносителем стали кожаные петли на поручнях автобуса в аэропорту Берлина. На петли была нанесена наклейка с изображением часов, поэтому создавалась иллюзия того, что у пассажира автобуса на руке надеты часы. Слоган на наклейке: «Примерь их здесь» (англ. Try it here).
В январе 2009 года швейцарское рекламное агентство «Wirz Werbung/BBDO» работало на известную компанию Харли Дэвидсон (англ. Harley-Davidson). В автобусах Цюриха на поручнях была размещена инсталляция ручек мотоцикла. На правой был изображён логотип компании, а левая содержала анонс о появлении новых моделей мотоциклов на сайте «Харли Дэвидсон».

## Недостатки и критика
Несмотря на преимущества «ambient media» перед традиционными видами рекламы (радио, пресса, телевидение и т. д.), она обладает рядом существенных недостатков, из-за чего некоторые рекламные агентства не пользуются ею. Основным недостатком «ambient media» является нужда в постоянной смене рекламной площадки. Определяющей характеристикой «ambient media» является необычное местоположение рекламного носителя и сам рекламный носитель, соответственно. Если местоположение будет оставаться неизменным в течение долгого времени, то аудитория уже не будет воспринимать эту рекламу как что-то необычное и удивительное. Поэтому специалисты в области рекламы должны постоянно придумывать что-то новое, не использованное прежде никем, постоянно менять локацию рекламного сообщения и сам рекламоноситель, тщательно планировать рекламную кампанию. В противном случае пропадает главное преимущество «ambient media» в эффекте неожиданности.
Также к недостаткам подобного вида рекламы является её узконаправленность: в основном «ambient media» не рассчитана на широкие массы и подразумевает крайне малое количество целевых групп. Кроме того при использовании данной рекламной технологии можно столкнуться с дополнительными расходами.